# 50 kilomètres marche aux championnats du monde d'athlétisme 1993
Navigation
Tokyo 1991 Göteborg 1995
L'épreuve du 50 kilomètres marche masculin des championnats du monde d'athlétisme 1993 s'est déroulée le 21 août 1993 dans les rues de Stuttgart, en Allemagne, avec une arrivée au Gottlieb Daimler Stadion. Elle est remportée par l'Espagnol Jesús Ángel García.

## Résultats
| Rang               | Athlète                | Pays         | Temps           |
| ------------------ | ---------------------- | ------------ | --------------- |
| Médaille d'or      | Jesús Ángel García     | Espagne      | 3 h 41 min 41 s |
| Médaille d'argent  | Valentin Kononen       | Finlande     | 3 h 42 min 02 s |
| Médaille de bronze | Valeriy Spitsyn        | Russie       | 3 h 42 min 50 s |
| 4.                 | Axel Noack             | Allemagne    | 3 h 43 min 50 s |
| 5.                 | Basilio Labrador       | Espagne      | 3 h 46 min 46 s |
| 6.                 | René Piller            | France       | 3 h 46 min 57 s |
| 7.                 | Tim Berrett            | Canada       | 3 h 50 min 23 s |
| 8.                 | Carlos Mercenario      | Mexique      | 3 h 50 min 53 s |
| 9.                 | Jean-Claude Corre      | France       | 3 h 51 min 51 s |
| 10.                | Sergey Korepanov       | Kazakhstan   | 3 h 52 min 50 s |
| 11.                | Viktor Ginko           | Biélorussie  | 3 h 53 min 41 s |
| 12.                | Germán Sánchez         | Mexique      | 3 h 54 min 07 s |
| 13.                | Giovanni Perricelli    | Italie       | 3 h 54 min 30 s |
| 14.                | Simon Baker            | Australie    | 3 h 57 min 11 s |
| 15.                | Massimo Quiriconi      | Italie       | 3 h 57 min 33 s |
| 16.                | Vyacheslav Smirnov     | Russie       | 3 h 58 min 20 s |
| 17.                | Andres Marén           | Espagne      | 3 h 58 min 45 s |
| 18.                | Štefan Malík           | Slovaquie    | 4 h 01 min 28 s |
| 19.                | Jonathan Matthews      | États-Unis   | 4 h 02 min 52 s |
| 20.                | Fumio Imamura          | Japon        | 4 h 03 min 22 s |
| 21.                | Pascal Charriere       | Suisse       | 4 h 04 min 19 s |
| 22.                | German Skurygin        | Russie       | 4 h 04 min 27 s |
| 23.                | Les Morton             | Royaume-Uni  | 4 h 06 min 56 s |
| 24.                | Milos Holusa           | Tchéquie     | 4 h 06 min 56 s |
| 25.                | Modris Liepins         | Lettonie     | 4 h 10 min 35 s |
| 26.                | Aldo Bertoldi          | Suisse       | 4 h 12 min 09 s |
| 27.                | Sergey Shildkret       | Azerbaïdjan  | 4 h 14 min 10 s |
| 28.                | José Urbano            | Portugal     | 4 h 17 min 34 s |
| 29.                | Adhemir Domingues      | Brésil       | 4 h 19 min 08 s |
| 30.                | Trond Moretro          | Norvège      | 4 h 19 min 14 s |
| 31.                | Herman Nelson          | États-Unis   | 4 h 21 min 08 s |
| 32.                | Hirofumi Sakai         | Japon        | 4 h 21 min 33 s |
| 33.                | Michael Harvey         | Australie    | 4 h 23 min 40 s |
| 34.                | Eloy Quispe            | Bolivie      | 4 h 26 min 20 s |
| 35.                | Aleksandr Stiglenko    | Kirghizistan | 4 h 31 min 51 s |
| —                  | Hartwig Gauder         | Allemagne    | DNF             |
| —                  | Zoltán Czukor          | Hongrie      | DNF             |
| —                  | Ronald Weigel          | Allemagne    | DNF             |
| —                  | Stefan Johansson       | Suède        | DNF             |
| —                  | Julio César Urías      | Guatemala    | DNF             |
| —                  | Miguel Angel Rodríguez | Mexique      | DQ              |
| —                  | Robert Korzeniowski    | Pologne      | DQ              |
| —                  | Godfried Dejonckheere  | Belgique     | DQ              |
| —                  | Vitaliy Popovich       | Ukraine      | DQ              |
| —                  | Aleksandr Potashov     | Biélorussie  | DQ              |
| —                  | Tomasz Lipiec          | Pologne      | DNS             |

## Légende
Records et Performances
- AR : Record continental (area record)
- CR : Record des championnats (championship record)
- MR : Record du meeting (meet record)
- NR : Record national (national record)
- OR : Record olympique (olympic record)
- PR : Record paralympique (paralympic record)
- PB : Record personnel (personal best)
- SB : Meilleure performance personnelle de la saison (season's best)
- WL : Meilleure performance mondiale de l'année (world leader)
- WJR : Record du monde junior (world junior record)
- WR : Record du monde (world record)

Circonstances et Conditions
- DNF : N'a pas terminé (did not finish)
- DNS : N'a pas pris le départ (did not start)
- DQ : Disqualification (disqualification)
- NM : Aucun essai valable enregistré (No Mark)
- Q : Qualifié « directement » au prochain tour (ou à la prochaine compétition), lors d'une compétition majeure, grâce au classement ou à la réalisation des minima (automatic qualifier)
- q : Qualifié au prochain tour (ou à la prochaine compétition), lors d'une compétition majeure, grâce au repêchage ou à la réalisation de l'une des meilleures performances parmi celles des « non qualifiés directement » (grâce au meilleur temps ou à la meilleure distance par exemple) (secondary qualifier)